# Stary Cmentarz w Zagórzu

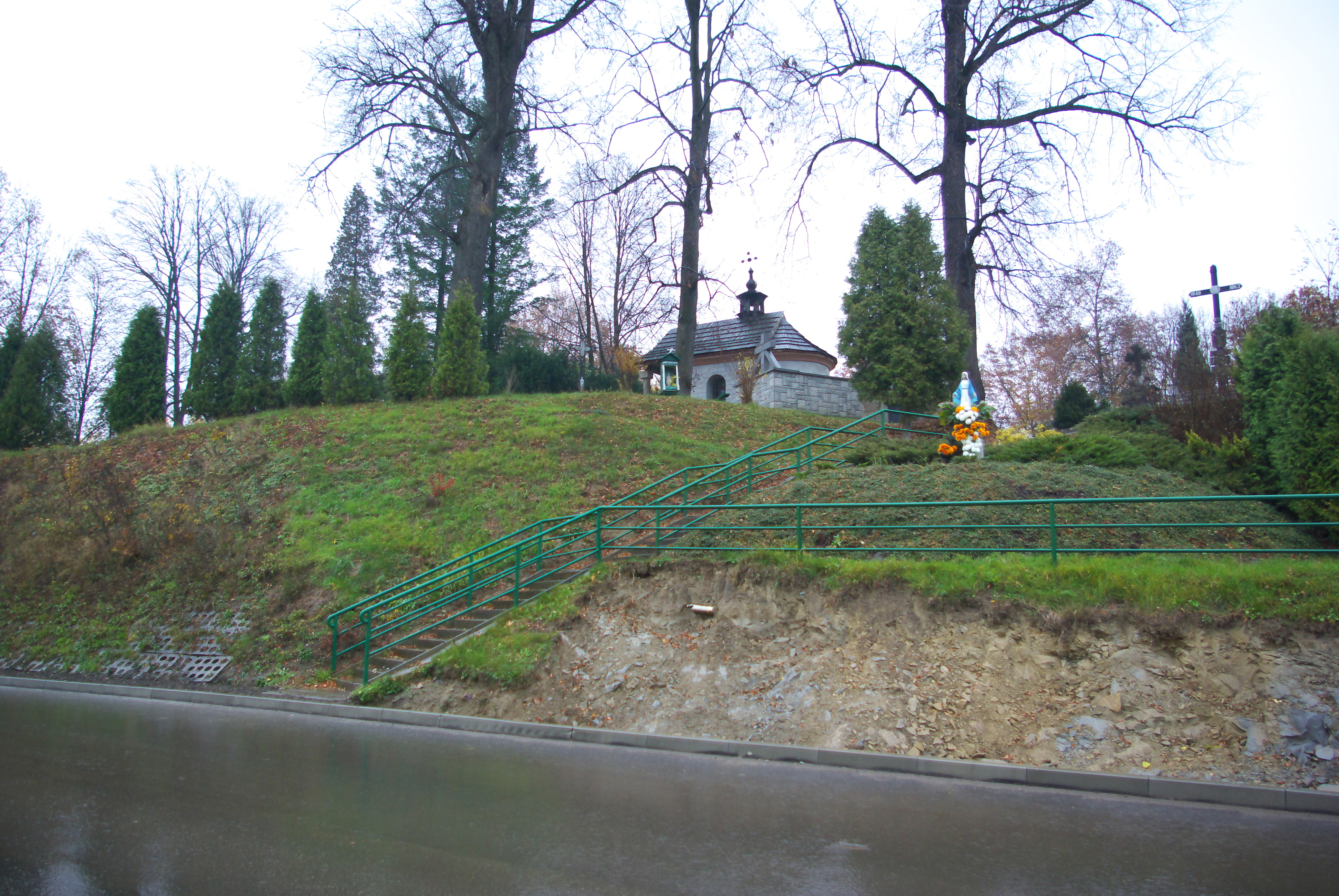
Stary cmentarz w Zagórzu

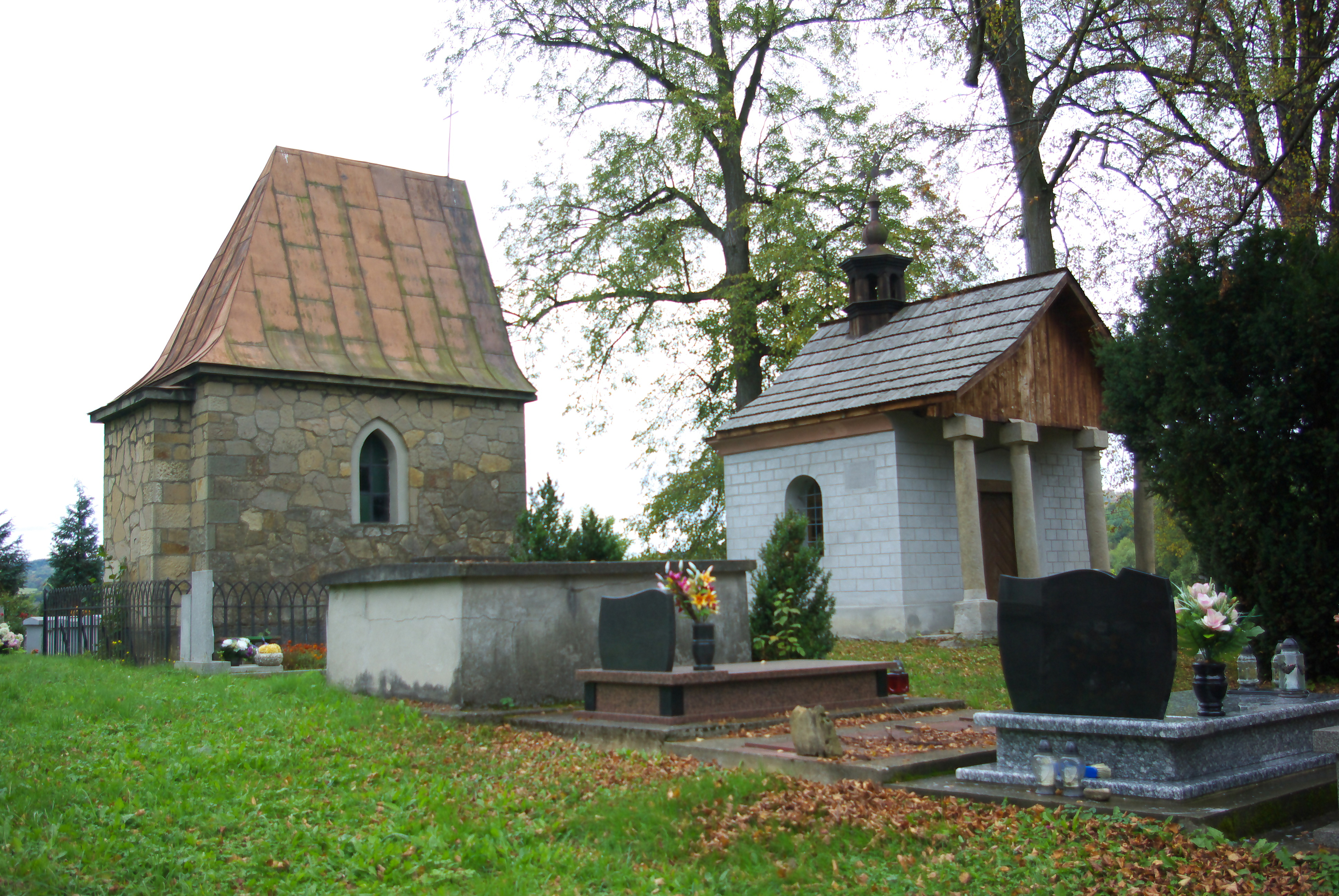
Kaplice grobowe Gubrynowiczów i Truskolaskich

Stary Cmentarz w Zagórzu – cmentarz na terenie miasta Zagórza.
Początki obecnej lokalizacji cmentarza sięgają Dekretu Nadwornego cesarza Józefa II Habsburga z 23 sierpnia 1784 roku, w którym nakazywano grzebanie zmarłych w specialnie do tego wyznaczonych miejscach, położonych w oddali od siedzib ludzkich, a nie - jak dotychczas  - wokół budynkach sakralnych. Znajduje się na szczycie wzgórza Terepków przy głównej szosie na Wielopole. Szczyt wzgórza stanowi punkt widokowy. Wschodnią granicę cmentarza wyznacza sztuczny, głęboki wąwóz którym biegnie linia kolejowa dawnej Pierwszej Węgiersko-Galicyjskiej Kolei Żelaznej.
W lipcu 1987 na cmentarzu miały miejsce włamania do najstarszych krypt grobowych i trumien oraz ich plądrowanie połączone z kradzieżą.
Znajdują się tu m.in.: 
- Kaplica grobowa rodziny Truskolaskich z 1840, odnowiona przez Gubrynowiczów w 1933, wpisana do rejestru zabytków[3]
- Kaplica grobowa rodziny Gubrynowiczów, jest w niej pochowany Bronisław Gubrynowicz (1870-1933)
- Kaplica hrabiny Sobańskiej
- Mogiła ojców karmelitów bosych z klasztoru zagórskiego[4]
- Pamiątkowy Krzyż Powstańczy, ustanowiony w 1904 z inicjatywy zagórskiego Towarzystwa Gimnastycznego „Sokół” na skraju cmentarza przy gościńcu radoszyckim[5]. Upamiętnia powstania polskie i inne wydarzenia historii Polski, m.in. wojny; miejsce corocznych manifestacji religijnych i patriotycznych[6]. W 1970 jeden z parafian potajemnie zamontował na krzyżu metalową tablicę z napisem 1920 upamiętniającym datę „Cudu nad Wisłą” w wojnie polsko-bolszewickiej. Od tego czasu, aż do upadku komunizmu w 1989, każdego roku w przeddzień 15 sierpnia potajemnie nocą, składano pod krzyżem wieniec z szarfą ze stosowną dedykacją. Sprawą nie zainteresowały się organy ścigania PRL, a odzew wśród miejscowych był znikomy.
- Nagrobek rodziny Galantów: Józef Galant (1862-1905) i jego żona Maria (1878-1929).
- Nagrobek rodziny Łobaczewskich, krewnych Erazma Łobaczewskiego.
- Grób Franciszka Jaskólskiego (zm. 1892).
- Powstańcy styczniowi z 1863: Bolesław Zachariasiewicz (1847-1899), Bolesław Polityński (1832-1888)[7][8].
- Grobowiec dziedziców Łepkowskich: Maksymilian (1817-1893), Karol (1866-1928).
- Grób ks. Józefa Winnickiego (1925-1995), proboszcza parafii Wniebowzięcia Najświętszej Maryi Panny w Zagórzu w latach 1965-1995.
- Grobowiec rodziny Anieli Polińskiej z domu Wójcik (1896-1951), na którym został upamiętniony symboliczną inskrypcją ks. proboszcz Władysław Wójcik.

Murowana kaplica grobowa z XIX wieku na Starym Cmentarzu w Zagórzu (nieokreślona) w 1972 została włączona do uaktualnionego wówczas spisu rejestru zabytków Sanoka w jego nowych granicach administracyjnych (istniejących do 1977).